# コング斉藤
コング斉藤（コング さいとう、本名：斉藤 明（さいとう あきら）、1954年12月3日 - ）は、日本の元プロボクサー。千葉県柏市出身。ヘビー級ボクサーとして米国を拠点に活動し、日本ではリキジムに所属した。

## 来歴
学生時代はバレーボールの選手だった。
米国に渡り溝口宗男（マック溝口）の下でトレーニングを重ね、1975年4月10日、ハワイでデビューするが2戦連続KO負け。
1977年4月19日、3戦目を1RKOで初勝利。以降KOを重ねる。
ヘビー級ボクサーとしてオクラホマシティを拠点に5戦連続KO勝利を上げると、朝日新聞、読売新聞は特派員を送り、一部には「（モハメド・）アリ、斉藤と防衛戦へ　来年3月」と報じられるなど日本でも話題となった。
そんな中、9月4日に日本デビューとして後楽園ホールでストーニー・ランドと対戦。この試合はTBSのゴールデンタイムで中継が組まれ、試合前にワイドショーの取材も来たほどであった。試合は2RKO勝利を上げるもランドの無気力ボクシングで一気に非難の的となった。
その後、米国に戻り2戦をKO勝利した後の1978年6月19日、名誉挽回を懸けて日本での2戦目をミドル級の長岡俊彦と戦うも2RKO負け。
10月10日、同じヘビー級のビッグ丸山に1RKO勝ち。11月4日に長岡と再戦をするも3RKO負け。この試合を最後に引退した。